# Solo Works

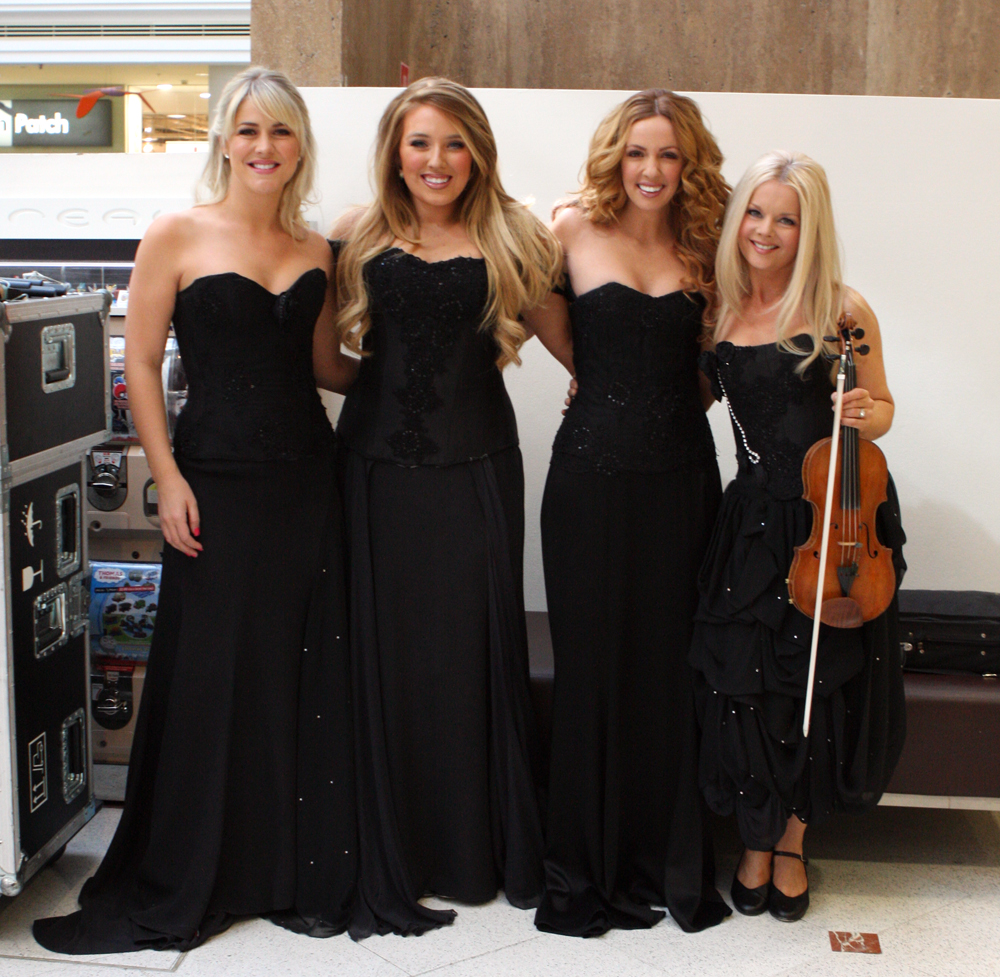
Celtic Woman en la gira Believe Tour 2012

Solo Works — o trabajos en solitario— es como se le denomina a los discos en solitario publicados respectivamente por las integrantes fundadoras de Celtic Woman, aunque también abarca los discos en solitario de integrantes futuras como Hayley Westenra. Estos trabajos fueron su oportunidad para establecerse musicalmente.[cita requerida]
Los temas — los cuales fueron interpretados no compuestos— son de acuerdo al estilo de cada una de las integrantes. Para su primer disco Celtic Woman, se extrajeron varias de las canciones que interpretaron en solitario. La finalidad fue hacer un compilado de aquellas canciones y melodías en que se combinaran los diferentes estilos de las chicas. En algunos temas se mantuvo su interpretación original — como por ejemplo She Moved Thru` The Fair por Méav Ní Mhaolchatha— y en otros la interpretación se hizo en dúos, tríos, cuartetos y en grupo — como One World por Chloë Agnew, Órla Fallon, Lisa Kelly y Méav Ní Mhaolchatha—. Hasta la actualidad se extraen temas de sus álbumes para agregarlos a las nuevas producciones musicales del grupo, este es el caso de The Water Is Wide — originalmente cantada por Órla Fallon— que se interpretó recientemente su álbum Believe.

## Solo Works
- Chloë Agnew — Walking In The Air (2004)
- Órla Fallon — The Water Is Wide (2000)
- Lisa Kelly — Lisa (2003)
- Máiréad Nesbitt — Raining Up (2001)
- Méav Ní Mhaolchatha — Méav (1999)
- Méav Ní Mhaolchatha — A Celtic Journey (2005)
- Hayley Westenra — Celtic Treasure (2007)
- Lynn Hilary — Take Me With You (2008)

- Datos: Q17630477